# بیلی الیوت
بیلی الیوت (به انگلیسی: Billy Elliot) فیلمی ۱۱۰ دقیقه‌ای به کارگردانی استیون دالدری با بازی جیمی بل محصول کشور انگلستان است.